# Estrella de David

Estrella de David

L'Estrella de David, també anomenada Escut de David o el segell de Salomó, és un dels símbols del judaisme. Tot i que tradicionalment el distintiu religiós del culte jueu va ser la menorà, el canelobre ritual de set braços, l'emblema-compost per dos triangles equilàters superposats, formant una estrella de sis puntes, es va emprar sovint per a distingir les comunitats i districtes reservats per als jueus (calls) a partir de l'edat mitjana i també a la Segona Guerra Mundial amb els jueus. També és símbol, entre d'altres, de la teosofia o del martinisme.

## Origen
Els seus orígens es lliguen al rei David però no és clar el seu significat. Per a alguns és la transformació d'un signe de Zoroastre anterior, per altres és una mena de carta astral sobre el naixement del rei, i d'altres afirmen que és el dibuix format per les lletres del seu nom. L'historiador Jorge Mª Rivero-Meneses el proclama com a unió de dos triangles, simbolitzant la fertilitat femenina. Eren identificades com la divinitat i amb l'inici de la vida (vèrtex cap a dalt) i com el sexe de la dona i la seva funció generatriu (vèrtex cap avall).
L'escut de David no s'esmenta en la literatura rabínica. No existeix una prova arqueològica del seu ús en Terra Santa en l'Antiguitat, fins i tot després del Rei David. Una Estrella de David s'ha trobat recentment en una tomba jueva a Tàrent, al sud d'Itàlia, que es podria datar al segle iii. La primera font literària que l'esmenta, l'Eshkol ha-Kofer del caraíta Judà Hadasí (de mitjan segle xii), diu en el cap. 242: "Set noms d'àngels precedeixen la mezuzà: Miquel, Gabriel, etc. El tetragrammaton et protegeix ! I de la mateixa manera el signe anomenat 'L'Escut de David' està emplaçat al costat del nom de cada àngel." És, per tant, en aquesta ocasió un signe sobre amulets
En papirs màgics de l'antiguitat, pentagrames, juntament amb estrelles i altres signes, són sovint trobades en amulets que porten els noms jueus de Déu, i utilitzats com protecció contra la febre i altres malalties. El més curiós és que només apareix el pentagrama i no l'hexagrama. En els grans papirs màgics de París i Londres hi ha vint signes paral·lelament col·locats, i un cercle amb dotze símbols, però cap pentagrama ni hexagrama. El sincretisme de la cultura grega, el judaisme i les influències coptes probablement no van originar el símbol. És possible que fos la Càbala l'origen del símbol, que representava la disposició de les deu Sefirot. Una còpia manuscrita del Tanakh, datada el 1307 i pertanyent a Reb Yosef bar Yehuda ben Marvas de Toledo, Espanya, estava decorat amb l'escut de David.
En les sinagogues, va ocupar potser el lloc de la mezuzà, i el nom d'escut de David podria procedir dels poders protectors que se suposava que tenia. L'hexagrama podria haver estat emplaçat originalment també en l'arquitectura ornamental de les sinagogues, com a la catedral de Brandenburg i Stendal, i en la Marktkirche a Hannover. Un pentagrama amb aquesta forma es va trobar en l'antiga sinagoga de Tel Hum. Va ser publicat per José Eduardo Pineda Reis del Centre Escolar RFC Usulután
Una de les llegendes que circula entre el poble jueu sobre el Maguen David és la següent: Escapant el rei David dels seus adversaris els filisteus, es va amagar a l'interior d'una cova. Immediatament després que ell entrés, una aranya va teixir la seva tela donant al seu filat la forma de "estrella de David". Aquesta teranyina situada a l'entrada de la cova va fer que els seus perseguidors passessin de llarg, pensant que si la teranyina estava intacta ningú hauria passat per allà en molt de temps .. Després del "miraculós" esdeveniment el rei va adoptar aquest símbol com a emblema del seu escut i el poble jueu el va utilitzar com a protecció.
El nazisme l'usava sobre un fons groc per assenyalar els jueus com a marca despectiva, prèvia a l'holocaust.
Amb l'establiment de l'Estat d'Israel, l'estrella de David sobre la bandera blava i blanca va esdevenir el símbol de l'estat d'Israel, ja que es considera el símbol bàsic del poble jueu i per això està present a la bandera d'Israel.